# Amethystfarbene Wiesenkoralle
Die Amethystfarbene Wiesenkoralle (Clavaria zollingeri), auch Amethystfarbenes Keulchen genannt, ist eine Pilzart aus der Familie der Keulchenverwandten (Clavariaceae). Die lebhaft violetten bis amethystfarbenen Fruchtkörper wachsen überwiegend auf nährstoffarmen Wiesen, können aber auch in Eschenwäldern und Schlehengebüschen gefunden werden. Ein Merkmal der Art bilden die sich rasch bräunlich verfärbenden Spitzen der ausgewachsenen Ästchen. Von ähnlich gefärbten korallenförmigen Pilzarten ist sie oft nur mikroskopisch zu unterscheiden. Die Amethystfarbene Wiesenkoralle wird nicht als Speisepilz eingestuft, da über die Inhaltsstoffe nichts bekannt ist.

## Merkmale

### Makroskopische Merkmale
Die Fruchtkörper bestehen aus relativ kleinen (2–8 cm langen) Ästchen, die büschelig aus einem weißlichen Strunk wachsen. Die Ästchen verzweigen sich mit zunehmendem Wachstum mehrfach dichotom und sind im Querschnitt rundlich bis leicht zusammengedrückt. Die Verzweigungen sind breit V-förmig bis U-förmig. Die Färbung ist auffallend violett bis amethystfarben, kann aber auch einen mehr rötlichen oder bräunlichen Farbton annehmen. Beim Eintrocknen verfärbt sie sich gräulich (Hygrophanität). Die Oberfläche ist glatt und leicht runzelig. Das Fleisch ist gleichfarben und hat einen angenehmen Geruch und milden Geschmack. Es verfärbt sich nicht mit Jodreagenzien oder Eisen(II)-sulfat (FeSO4). Der Sporenpulverabdruck ist weiß.

### Mikroskopische Merkmale
Die Sporen sind fast rundlich (subglobos) bis breit ellipsoid geformt und 4,0–6,5 μm lang und 3,5–5,5 μm breit. Ihr Q-Wert (Länge/Breite) liegt bei 1,1–1,3. Sie sind farblos (hyalin), glatt und dünnwandig, enthalten einen großen Öltropfen und besitzen einen 1 μm langen Apikulus. Die Basidien sind viersporig, 50–60 μm lang und 8–10 μm breit, mit bis zu 7 µm langen Sterigmen. Das Hyphensystem ist monomitisch, die Hyphen besitzen Septen ohne Schnallen. Auch die Basidien besitzen keine Basalschnallen. Zystiden sind nicht vorhanden.

## Artabgrenzung
Eine sehr ähnlich aussehende Art ist der Violette Keulenpilz (Clavulina amethystina), der sich nur mikroskopisch durch seine zweisporigen Basidien unterscheiden lässt. Das Purpurne Zystidenkeulchen (Alloclavaria purpurea) ist nur wenig bis gar nicht verzweigt und hat einen matteren Farbton. Die Lilafarbene Wiesenkeule (Ramariopsis pulchella) ist kleiner, deutlich gestielt und das Fleisch verfärbt sich mit Eisen(II)-sulfat grün bis schwärzlich-grün. Violette Korallen der Gattung Ramaria haben ein ockerfarbenes Sporenpulver, zum Beispiel die Violettgraue Koralle (Ramaria fumigata).

## Verbreitung und Ökologie
Die Amethystfarbene Wiesenkoralle ist weltweit verbreitet, aber selten. Während sie in Amerika hauptsächlich in Wäldern gefunden werden kann, kommt sie in Europa vor allem auf nährstoffarmen Wiesen (Magerrasen) vor. Bisher wurde angenommen, dass der Pilz sich als Saprophyt von abgestorbenem Pflanzenmaterial ernährt. Man vermutet jedoch seit mehreren Jahren, dass die Art als Mitglied der sogenannten Saftlingsgesellschaften in Symbiose mit Wiesenpflanzen lebt (Biotrophie). Diese Annahme wurde durch Ermittlung des Gehalts an Stickstoff- und Kohlenstoffisotopen in den Fruchtkörpern untermauert. Die Anteile entsprechen stark den Anteilen, die für Mykorrhizapilze gelten, ähneln jedoch keinesfalls denen der saprotrophen Pilze. Die Art und Weise der Ernährung ist jedoch noch unbekannt.
Es wird geschätzt, dass in den letzten 70 Jahren über 90 % des ursprünglichen Lebensraumes der Amethystfarbenen Wiesenkoralle durch intensive Landnutzung und Gülledüngung verlorengegangen sind. In Deutschland sind heute weniger als 40 Standorte bekannt, sowohl im Tiefland (Schleswig-Holstein und Mecklenburg-Vorpommern) als auch in Mittelgebirgen wie dem Bayerischen Wald, dem Thüringer Wald und dem Erzgebirge.

### Pilz des Jahres 2025
Mit der Wahl der Amethystfarbenen Wiesenkoralle zum Pilz des Jahres 2025 möchte die Deutsche Gesellschaft für Mykologie auf die Gefährdung von Arten hinweisen, die zum Überleben auf nährstoffarme Standorte angewiesen sind und bei starker Überdüngung aus der Landschaft verschwinden.

## Systematik
Die Art wurde erstmals 1846 durch den französischen Mykologen Joseph Henri Léveillé wissenschaftlich beschrieben. Das Artepitheton ehrt den Schweizer Botaniker Heinrich Zollinger, der sich mit der Gattung Clavaria beschäftigt hat und das Typusexemplar auf Java im damaligen Niederländisch-Indien gesammelt hat. Léveillé sah die dichotome Verzweigung der Ästchen als bestimmendes Merkmal an, das die Art von dem ansonsten ähnlichen Taxon Clavaria amethystina Bull. – heute Clavulina amethystina, dem oben schon erwähnten Violetten Keulenpilz – unterscheidet.
Der Pilz ist nicht essbar.